# Cheumatopsyche ningmapa
Cheumatopsyche ningmapa är en nattsländeart som beskrevs av Schmid 1975. Cheumatopsyche ningmapa ingår i släktet Cheumatopsyche och familjen ryssjenattsländor. Inga underarter finns listade i Catalogue of Life.